# История пуритан при короле Якове I
В период правления короля Якова I (1603–1625) продолжался подъём пуританского движения в Англии, начавшийся во время правления Елизаветы (1558–1603), и продолжались столкновения с властями англиканской церкви. В конечном итоге это привело к ещё более глубокому отчуждению англикан и пуритан друг от друга в XVII в. во время правления Карла I (1625-49), что и вылилось в Гражданскую войну в Англии (1642-51), краткое правление пуританского лорда-протектора Оливера Кромвеля (1653–1658), образование Английской Республики (1649–60) а также в набор политических, религиозных и гражданских свобод.
Король Яков вырос и был воспитан в Шотландии под влиянием строгих наставников, шотландских кальвинистов, таких как Джордж Бьюкенен, стремившихся привить ему приверженность протестантству в Шотландии. Когда он стал королём Англии и Шотландии, Яков стремился удерживать англиканскую церковь под единоличным монархическим правлением и под властью епископата, ранее установленной при Елизавете. Король Яков был твёрдо убеждён в божественном праве королей и даже сочинил целую книгу на эту тему. С этой же целью он продолжал подавлять многие важные стороны пуританского движения, в том числе различные пуританские конгрегационалистские и пресвитерианские взгляды на церковное управление. Однако король знал, что пуритане необходимы ему для укрепления протестантского положения в Англии, а также и для всестороннего процветания и успеха нации. С этой целью король Яков поддерживал и значительно продвигал ряд пуританских пасторов, учёных и дворян, как это делала и королева Елизавета, если те были готовы сотрудничать с англиканской верхушкой под руководством епископов. По этой причине пуританское движение продолжало потрясающе расти и шириться по всей Англии во времена правления короля Якова. Безусловно, пуританское движение в Англии значительно усилилось благодаря преемству трёх архиепископов Кентерберийских, служивших при короле Якове. Архиепископ Джон Уитгифт (1583-1604), назначенный королевой Елизаветой, стремился подавить пуританское движение. Архиепископ Ричард Бэнкрофт (1604–1610), главный попечитель создания Библии короля Иакова, также стремился подавить пуританское реформаторское движение, однако был вынужден всё больше полагаться на них из-за католической угрозы. Архиепископ Джордж Эббот (1611–1633) на самом деле нередко поддерживал пуритан и их планы реформ, продвигая их на высокие церковные и академические должности. По этой причине аббата иногда называли «пуританским архиепископом» (the Puritan Archbishop).
Одним из величайших совместных достижений пуритан и англикан во время правления короля Якова был перевод Библии короля Якова (1611 г.); вероятно, это было одним из величайших исторических, литературных и богословских достижений западного мира. Также именно во время правления короля Якова пуритане и англикане вместе работали на Дордрехтском Синоде (1618-1619), международной конференции реформатских богословов, разработавшей Дордрехтские каноны в защиту Пяти пунктов кальвинизма, опровергая ересь арминианства. Более того, именно во время правления короля Якова движение пилигримов в реформированных церквях отделилось от англиканской церкви и начало свою деятельность в Америке, получив название Плимутской колонии (1620 г.) под руководством Уильяма Брэдфорда и Уильяма Брюстера. Эти великие достижения пуританского движения в Англии при короле Якове показывают, насколько широким было влияние пуританства в то время, а также каково было их приспособление к королевской власти. Некоторые стремились работать в высших чинах, например, Уильям Перкинс, магистр Эммануил-колледжа; тогда как другие оставили англиканскую церковь и отправились в другое место, например Уильям Эймс, проведший большую часть жизни в Голландии.
Английское пуританское движение, начавшееся в царствование Елизаветы и набравшее силу и влияние в Англии во времена правления короля Якова, стремилось продолжить работу по реформированию англиканской церкви, искоренить влияние римского католицизма в стране, а также продвигать национальные интересы английской короны и английского народа в рамках единообразного протестантского вероисповедания, которое бы строго соответствовало Библии и реформатскому богословию. Это пуританское мировоззрение, зародившееся в елизаветинскую эпоху, в конечном итоге и привело к Вестминстерской ассамблее и Вестминстерским стандартам, включая Вестминстерское исповедание веры, Малый катехизис и Больший катехизис, а также Справочник по общественному богослужению.
При Якове I в Англии пуританское движение сосуществовало с англиканской церковью в форме епископальной протестантской религии. Этот баланс был нарушен к концу периода правления Якова из-за ряда событий: в доктринальном плане это был Дордрехтский синод, в политическом – споры об испанской партии вскоре после начала Тридцатилетней войны, а во внутрицерковном плане это был частичный сдвиг мировоззрения в сторону от кальвинизма. Сепаратисты, никогда не принимавшие урегулирование религиозных вопросов королём Яковом, начали мигрировать в колонии Новой Англии из Нидерландов, а также из Англии.

## Петиция Тысячи (1603 г.) и конференция в Хэмптон-Корте (1604 г.)
Елизавета I умерла в марте 1603 года; ей наследовал Яков VI Шотландской, ставший королём Шотландии после отречения его матери, Марии Стюарт, в 1567 году (когда Якову был всего год). Яков мало общался с матерью и воспитывался опекунами в пресвитерианской церкви Шотландии. Джон Нокс возглавил шотландскую Реформацию, начавшуюся в 1560 году, и шотландская церковь в целом выглядела церковью, которую пуритане хотели видеть в Англии. В своей книге 1599 года Basilikon Doron король резко высказался в адрес пуритан, однако его критика, казалось, была направлена на самых крайних из пуритан, и виделось вероятным, что король согласится на умеренные реформы.
На протяжении 1603 году пуританские священнослужители собирали подписи под петицией под названием Петиции Тысячи, потому что её подписали 1000 пуританских священнослужителей. Петиция была осторожной, чтобы не оспаривать королевскую супрематию в англиканской церкви, но она призывала к ряду церковных реформ для устранения церемоний, воспринимаемых как слишком папские: Петиция Тысячи была представлена Якову в Лестере, чтобы он не смог обсуждать условия с англиканскими епископами.
Петиция содержала следующие пункты:
1. Запрет использования крестного знамения при крещении (что пуритане считали суеверием);
2. Ритуал миропомазания (который пуритане критиковали за то, что он отсутствует в Библии);
3. Проведение крещения младенцев акушерками (которое, как утверждали пуритане, основывается на суеверии, что младенцы, умершие без крещения, не смогут попасть в рай);
4. Обмен кольцами во время церемонии бракосочетания (тоже считалось небиблейским и суеверным);
5. Церемониальное поклонение при назывании Имени Иисусова во время богослужения (считалось суеверием);
6. Требование для духовенства носить стихарь, поскольку это не упоминалось в Библии;
7. Обычай священнослужителей проживать в церковном здании.

В Петиции утверждалось, что в каждый приход должен быть назначен служитель-проповедник (вместо того, кто просто читал службу из Книги общей молитвы). В противовес политике архиепископа Джона Уитгифта, согласно которой духовенство должно было обязаться использовать Книгу общей молитвы и использовать облачения, в этой петиции утверждалось, что от служителей следует требовать лишь подписания под Тридцатью девятью статьями вероисповедания и согласия на королевскую супрематию. Наконец, Петиция призывала к прекращению епископата и установлению пресвитерианской системы церковного управления.

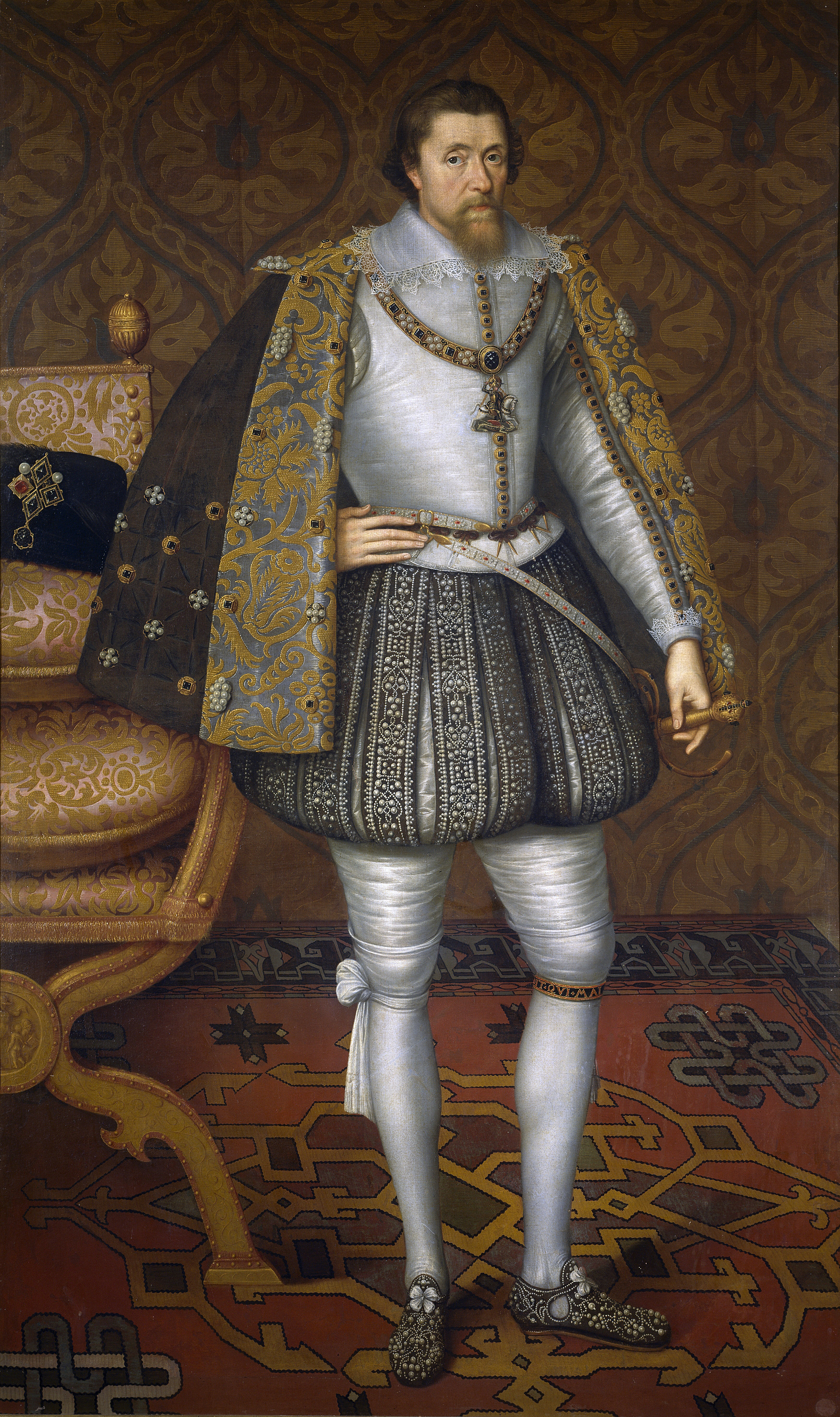
Король Яков (1566-1625) разочаровал пуритан, согласившись лишь на самые скромные предложения по реформе церкви на конференции в Хэмптон-Корте в 1604 году

Яков I, изучавший богословие и любивший обсуждать богословские вопросы, согласился провести конференцию во дворце Хэмптон-Корт, где сторонники и противники Петиции Тысячи могли обсудить достоинства церковных реформ. Конференция в Хэмптон-Корте, отложенная из-за вспышки чумы, состоялась в январе 1604 года. Король выбрал 4 пуритан для представления пуританских предложений: Джона Рейнолдса (президента Колледжа Корпус-Кристи в Оксфорде ), Лоренса Чедертона (магистра Эммануил-колледжа в Кембридже), Томаса Спарка и Джона Нойстаба. Архиепископ Уитгифт возглавил делегацию из 8 епископов (включая протеже Уитгифта, Ричарда Бэнкрофта, епископа Лондона), 7 деканов и двух других священнослужителей, выступавших против пуритан.
На первом заседании конференции, состоявшемся 14 января, Яков встретился только с партией архиепископа Уитгифта. На второй день, 16 января, он встретился с пуританами — этот день конференции закончился для пуритан плохо, когда Рейнолдс упомянул пуританское предложение о создании пресвитерий в Англии. Яков считал предложение заменить епископов пресвитериями попыткой уменьшения его власти в церкви. Яков произнёс свои знаменитые слова «Нет епископа, нет короля!» (No bishop, no king!) именно по этому поводу, а затем досрочно закончил собрание. 18 января король сначала встретился с партией Уитгифта и собранием специалистов по каноническому праву, а затем вызвал пуритан для вынесения вердикта. Яков заявил, что использование Книги общей молитвы необходимо продолжать, и он не предусмотрел никаких условий для проповеднического служения. Однако он одобрил ряд изменений в Книге общих молитв: 1) упоминание о крещении повивальными бабками должно было быть исключено; 2) термин «абсолюция» (который пуритане связывали с католическим таинством исповеди, отвергнутым протестантами) заменён на термином «отпущение грехов» (remission of sins); 3) конфирмация была переименована в «возложение рук» (laying on hands), для различения от католического сакраментального значения; и 4) ряд других незначительных изменений. Яков также объявил о согласии поддерживать пуританский проект нового перевода Библии, тем самым подготовив почву для создания Библии короля Иакова, опубликованной в 1611 году.

## Ричард Бэнкрофт, архиепископ Кентерберийский, 1604–1610 гг.
После смерти Джона Уитгифта Яков выбрал Ричарда Бэнкрофта для замены на посту архиепископа Кентерберийского. Бэнкрофт выступал против пуритан на конференции в Хэмптон-Корте, и его избрание означало конец реформам. Вскоре после избрания Бэнкрофт представил книгу канонов собранию английского духовенства; эти каноны получили королевское одобрение и стали частью канонического права англиканской церкви. Английский парламент, который в 1559 г. принял Акт о единообразии, лицензировавший Книгу общих молитв, утверждал, что именно парламент, а не созыв (Convocation), является органом, уполномоченным принимать новый канонический закон. Пуритане утверждали, что епископы пытаются возвеличить себя за счёт парламента. В конце концов Яков удовлетворил требование парламента и отозвал книгу канонов. Парламент 1604 г. знаменовал первый случай, когда пуритане объединились с парламентом, а не против епископов. В течение следующих десятилетий этот союз станет одной из наиболее ярко выраженных черт английской политики и сделается основой разногласий во время Гражданской войны в Англии в 1640е гг.
Раскрытие Порохового заговора привело к периоду особенно яростного антикатолицизма. Поскольку пуритане были ястребами против католиков, в этот период они особенно прославились. Тем не менее, их предложения по реформе были успешно заблокированы Бэнкрофтом.

## Джордж Эббот, архиепископ Кентерберийский, 1611–1633 гг.

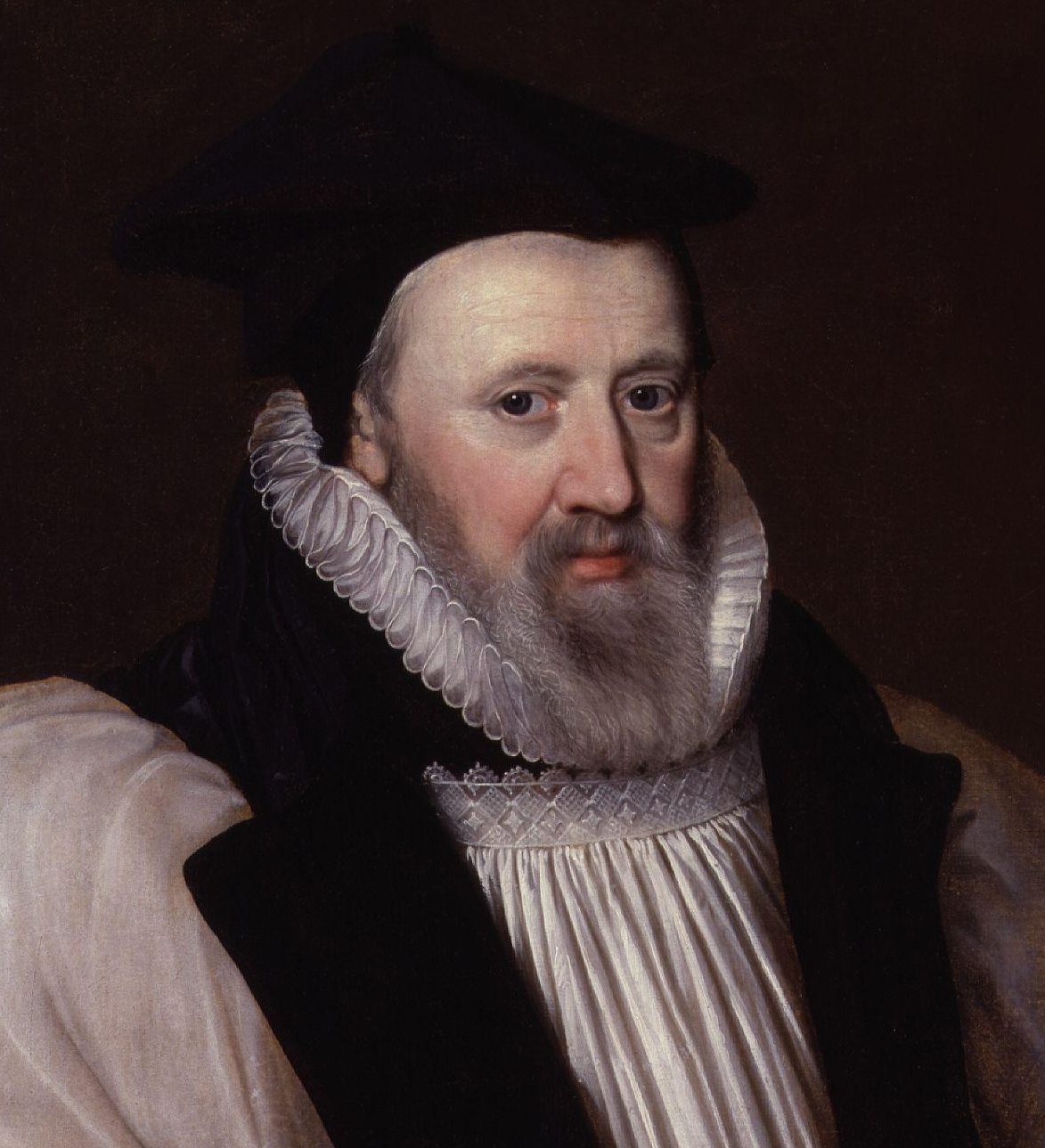
Джордж Эббот (1562–1633), архиепископ Кентерберийский, некоторые историки называют его «пуританским архиепископом».

После смерти архиепископа Бэнкрофта в 1610 г. Яков выбрал своим преемником Джорджа Эббота. Яков вернул епископов (уволенных во время шотландской Реформации) в Шотландскую церковь, хотя и наделив их меньшей властью, чем епископов в других местах, и по существу выполнял роль постоянного председателя пресвитерии. В 1608 г. аббат произвел на Якова впечатление после того, как он сопровождал Джорджа Хоума, 1-го графа Данбара, в Шотландию в его кампании по объединению английской и шотландской церквей, а в 1609 г. Яков назначил аббата епископом Личфилда. Яков намеревался назначить аббата архиепископом Кентерберийским для продвижения его проекта по объединению двух церквей, Англии и Шотландии.
Хотя каждый архиепископ Кентерберийский со времён Мэтью Паркера был кальвинистом, аббат обыкновенно считался «кальвинистским архиепископом» или даже «пуританским архиепископом», и из всех пуритан он был единственным, практически получившим одобрение своих предложений архиепископом Кентерберийским. (Единственным вопросом, в котором Эббот явно не был пуританином, был вопрос об епископстве — Эббот был одним из наиболее ревностных сторонников доктрины апостольского преемства в англиканской церкви).

### Король Иаков и его Библия, 1611 г.
В 1611 г. была опубликована Авторизованная версия английской Библии, работа над которой началась в 1604 г. По сути это было официальное англиканское сочинение, но над его переводом трудилось множество пуритан. Впервые она была напечатана Робертом Баркером, Королевским печатником, и стала третьим переводом Библии на английский язык, одобренным английской церковной властью: первой была Великая Библия (Great Bible), заказанная во времена правления Генриха VIII (1535 г.), была Епископская Библия (Bishop's Bible), заказанная во времена правления королевы Елизаветы I (1568 г.). В январе 1604 г. Яков I созвал конференцию в Хэмптон-Корте, на которой была задумана новая английская версия для улучшения более ранних переводов, проблемы которых хорошо ощущали пуритане, предпочитавшие Женевскую Библию. Версия Библии короля Якова постепенно заняла место Женевской Библии среди пуритан. KJV (King James' Version) прославилась «великолепием стиля» (majesty of style) и завоевала место одной из наиболее важных книг в английской культуре, а также ключевого фактора в формировании англоязычного мира.

### Полемика оКниге спорта, 1617 г.
В Англии долгое время существовал обычай посвящать воскресные утра христианскому богослужению, а после обеда по воскресеньям следовали спортивные состязания и игры. Пуритане громко возражали против занятий спортом по воскресеньям, считая, что игры в "день Субботы" являются нарушением 4 заповеди. Их субботнические взгляды стали намного сильнее, чем в других европейских реформатских церквях.

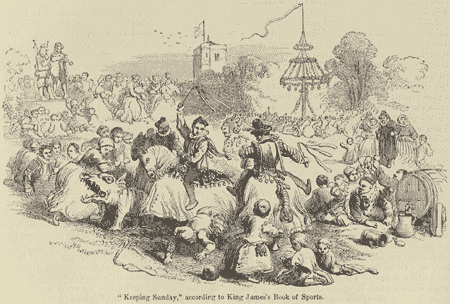
Иллюстрация XIX в. Прихожане «соблюдают воскресный день» в соответствии с порядком Книги спорта. Хотя пуритане не высказывали абсолютных возражений против этих видов спорта и игр в целом, однако они противились их дозволенности в воскресные дни.

В начале XVII в. пуритане стали преобладать в ряде местах, где сумели добиться полного запрета воскресных видов спорта. В 1617 г. в Ланкашире произошла особенно горячая ссора между пуританами и местными дворянами (многие из которых были католиками-рекузантами) насчёт спортивных состязаний в воскресный день. В ответ на споры, разбушевавшиеся в его епархии, Томас Мортон, епископ Честерский, попросил короля вынести решение о допустимости воскресных видов спорта.
В ответ на это Иаков издал Книгу о спорте, декларацию, в которой говорилось, что по воскресеньям разрешается заниматься только определёнными видами спорта. Критикуя мнения «пуритан и педантичных людей» (puritans and precise people), Книга разрешала стрельбу из лука, танцы, «прыжки, прыжки с трамплина или любой иной безобидный отдых такого рода» (leaping, vaulting, or any other such harmless recreation) по воскресеньям. Она запрещала травлю медведей, травлю быков, «интерлюдии» и игру в боулз. Король приказал всем англиканским священникам прочитывать Книгу о спорте своим прихожанам, однако архиепископ Эббот возразил ему и приказал собственному духовенству не читать Книгу о спорте.

### Пять пертских статей, 1618 г.
В 1618 г. король Иаков предложил Пять пертских статей, которые навязывали английские обычаи шотландской церкви. Пять статей требовали следующего:
1. коленопреклонения перед причастием;
2. положений, разрешающих частное крещение;
3. положений, позволяющих оставлять причастие для болящих;
4. только епископу разрешалось проводить обряд миропомазания; и
5. Церковь Шотландии, ранее отменившая все святые дни, была обязана принять ряд святых дней.

Пять пертских статей были в конечном итоге приняты Генеральной Ассамблеей Шотландской церкви, хотя значительное меньшинство шотландских пресвитериан возражало против них. Пертские статьи казались английским пуританам движением в неправильном направлении.

### Паломники и основание Плимутской колонии, 1620 г.
В 1620 г. группа пуританских сепаратистов, известных сегодня под именем пилигримов, совершила знаменитое морское путешествие на «Мейфлауэре» через Атлантику для заселения Плимутской колонии. Их возглавляли губернатор Уильям Брэдфорд и старейшина церкви Уильям Брюстер. Паломники изначально были частью пуританского сепаратистского движения в Англии. Они начали ощущать давление религиозных преследований ещё в английской деревне Скроби, недалеко от Ист-Ретфорда, Ноттингемшир. В 1607 г. архиепископ Тобайас Мэтью совершил набег на дома и заключил в тюрьму нескольких членов конгрегации. Поэтому собрание покинуло Англию в 1609 г. и эмигрировало в Нидерланды, поселившись сначала в Амстердаме, а затем в Лейдене. В Лейдене община получила свободу богослужения по любому чину, однако голландскому обществу это было незнакомо. И поэтому они приготовились основать новую колонию в Америке. Первое поселение Плимутской колонии было в Нью-Плимуте, месте, ранее исследованном и выбранном капитаном Джоном Смитом. Поселение являлось столицей колонии и превратилось в современный город Плимут, штат Массачусетс. На пике развития Плимутская колония занимала большую часть юго-восточной части современного штата Массачусетс. Это была одна из первых успешных колоний, основанных англичанами в Северной Америке, наряду с Джеймстауном и другими поселениями в Вирджинии, а также первое значительное постоянное английское поселение в районе Новой Англии. Колония смогла заключить договор с вождем Массасойтом, который и помог обеспечить её успех; в этом им помогал Сквонто, член племени Патуксет. К 1691 г. Плимутская колония и колонисты-пилигримы в конечном итоге объединились с пуританской колонией Массачусетского залива под руководством Джона Уинтропа (основанной в 1628 г.) и другими территориями для формирования Провинции Массачусетского залива.

### Тридцатилетняя война и полемика по поводу испанской партии, 1623-1624 гг.
Король Иаков считал себя потенциальным миротворцем всей Европы, а его пропаганда изображала его современным Соломоном. В религии англиканская церковь могла бы стать образцовой золотой серединой, и, по его мнению, и католики, и протестанты могли бы принять церкви, созданные по её образцу.

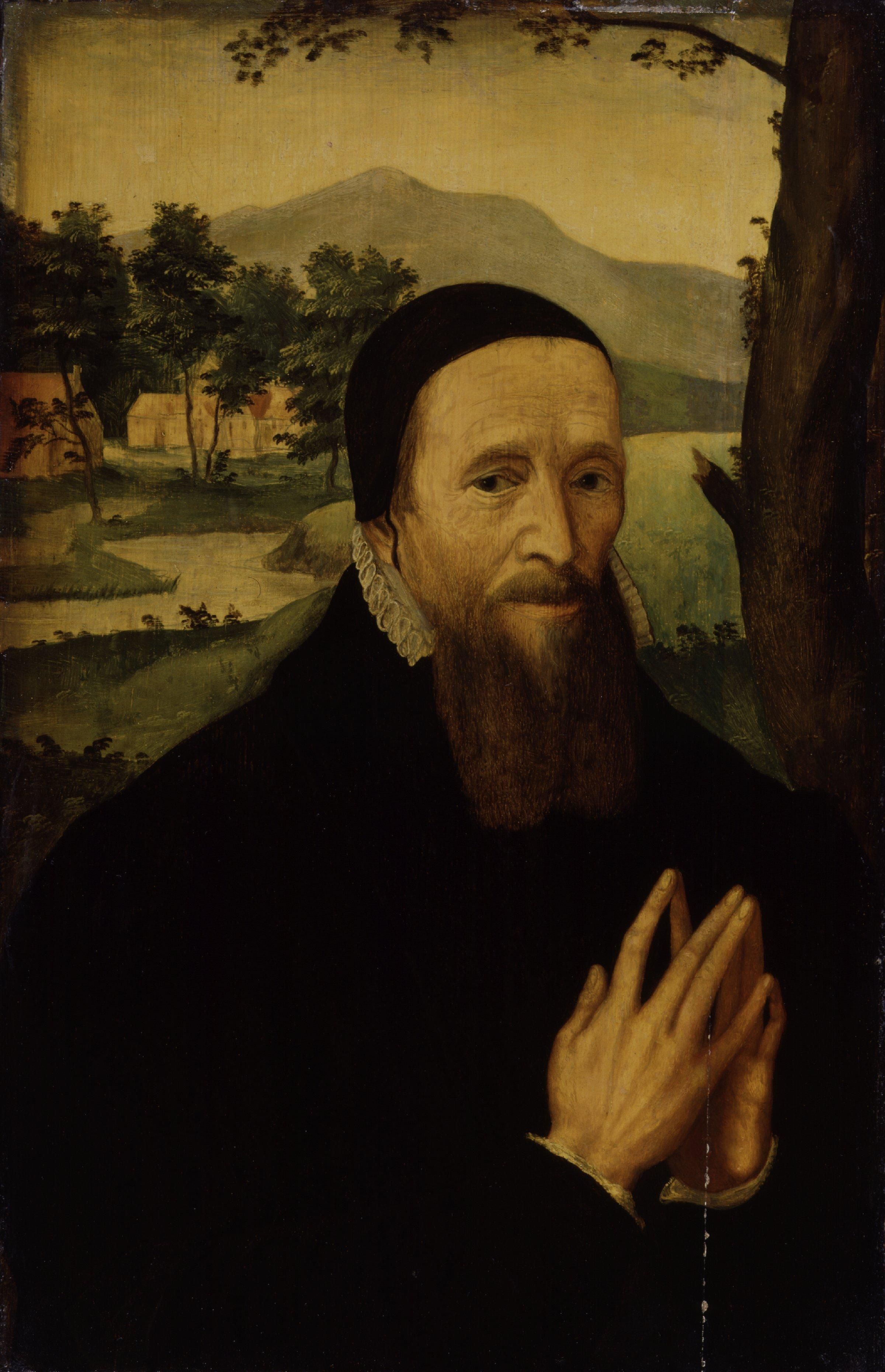
Ричард Хукер (1554-1600) выступил против усилий пуритан по дальнейшему реформированию англиканской церкви. Король Иаков, считавший себя миротворцем Европы, согласился с Хукером и выдвинул золотую середину между католицизмом и протестантизмом как решение всех проблем Европы.

В связи с этим он присоединился к теории того, что англиканская церковь представляет собой промежуточное звено или средний путь между протестантизмом и католицизмом. Когда его сын Карл стал достаточно взрослым для вступления в брак, Яков задумался о том, чтобы женить Карла на католической принцессе. В 1618 г. разразилась Тридцатилетняя война, и английские протестанты потребовали вмешательства Якова от имени его зятя Фридриха V, курфюрста Пфальцского. Яков сначала отказался, однако в 1620 г. он был вынужден созвать парламент для сбора средств ради поддержки экспедиции от имени Фридриха: это был первый парламент, созванный Яковом со времен Запутанного парламента 1614 г. Парламент во главе с Эдвардом Коком отказался предоставить достаточные средства на эту экспедицию, если король не согласится на женитьбу его сына на протестантке. Яков ответил, что парламент не имеет права вмешиваться в вопросы королевской прерогативы. Парламент ответил протестом, отстаивая свои древние права. По настоянию своего фаворита Джорджа Вильерса, 1-го герцога Бекингемского, а также испанского посла Диего Сармьенто де Акунья, 1-го графа Гондомара, Яков распустил парламент.
Бекингем приобрёл значительное влияние не только на Якова, но и на принца Карла. В 1623 г он убедил 23-летнего Карла, что Англия должна вступить в союз с Испанией и что принц Карл должен жениться на испанской принцессе. Таким образом, они вдвоём отплыли в Испанию, чтобы Карл мог выказать интерес к Марии Анне Испанской, дочери Филиппа III Испанского. Этот предполагаемый брак известен в истории под названием испанской партии. Испанская партия была крайне непопулярна среди английских протестантов и придавала пуританским теориям заговора большое доверие: пуритане утверждали, что испанская партия служила частью заговора ради того чтобы Англия вернулась в католичество. Когда Яков созвал ещё один парламент в 1623 г., антикатолические настроения были столь яростны, что было очевидно, что парламент не согласится ни на одно из требований короля. Тем временем испанцы настаивали на том, что они согласятся на испанскую партию лишь в том случае, если Карл согласится перейти в католицизм и согласится провести год, получая католическое образование в Испании. В этих обстоятельствах Карл в конечном итоге отказался от испанской партии в 1624 г. Его возвращение в Англию было встречено массовыми торжествами и было сочтено национальным праздником.
В ответ на отпор Испании Карл выступил за союз с Францией и войну с Испанией. В парламенте 1624 г., где преобладали пуритане, парламент объявил импичмент Лайонелу Крэнфилду, 1-му графу Миддлсексу, министру, в наибольшей степени защищавшего интересы испанской партии. Парламент в принципе согласился финансировать войну с Испанией, хотя фактически и не выделял средств на войну.

### Подъем арминианской партии и споры о New Gagg (1624 г.)
Король Яков всю жизнь был доктринальным кальвинистом, и когда в Республике Соединённых Провинций вспыхнул Квинквартикулярный спор спустя годы после смерти богослова Якоба Арминия в 1609 г., король Яков поддержал кальвинистских гомаристов в споре с ремонстрантами арминианского толка. Яков лично отобрал британских делегатов, отправившихся на Дордрехтский синод 1618 г., и принял результаты Синода. Однако Яков всё чаще сталкивался с пуританским противодействием (из-за Книги о спорте, Пяти пертских статей, Испанской партии и т. д.), он начал искать священнослужителей, которые больше поддерживали бы его экуменические церковные планы. Со времени правления Елизаветы в Англии было много богословов, выступавших против взглядов о крайнем предопределении в зрелом кальвинизме, предложенном Теодором Беза и принятом пуританами. Например, Питер Баро, профессор богословия леди Маргарет в Кембриджском университете, выступил против попыток архиепископа Уитгифта навязать англиканской церкви кальвинистские ламбетские статьи в 1595 г. Несколько учеников Баро в Кембридже, в частности Ланселот Эндрюс, Джон Оверол и Сэмюэл Харснетт, повторили критику предопределения Баро в терминах, примерно эквивалентных арминианским. Когда Яков искал себе антипуританских союзников, он нашёл расположение в рядах этой партии, и, хотя немногие члены этой партии по-настоящему приняли арминианскую позицию, пуритане быстро назвали их «арминианской партией».
В 1624 г, когда малоизвестный кембриджский учёный Ричард Монтегю получил королевское разрешение на публикацию «New Gagg for an Old Goose» , то книга подавалась как опровержение католической критики англиканской церкви. В ответ Монтегю утверждал, что находящих возражение кальвинистских позиций придерживается лишь небольшое пуританское меньшинство в англиканской церкви и что большая часть духовенства англиканской церкви отвергает позиции зрелого кальвинизма. "New Gagg" имел большое значение в истории пуританской мысли, ознаменовав собою прецедент их связи с доктринальной позицией (в отличие от постановки вопросов о надлежащей практике). Например, Джордж Карлтон, епископ Чичестера, бывший английским делегатом на Дордрехтском Синоде, был потрясён, обнаружив, что его доктринальная позиция была приравнена к пуританству.
К концу правления короля Якова в 1625 г. пуританство утвердилось в Англии в качестве революционного религиозного и политического движения. Пуритане оказали влияние на все институты английского общества и распространились также на континенте в Голландии, а также в американских колониях в Плимуте. Более того, пуритане контролировали и большую часть английского парламента. Пуританское движение стало ещё сильнее при короле Карле I и даже на какое-то время взяло под контроль Англию с Английским Содружеством и с протекторатом Оливера Кромвеля после Гражданской войны в Англии. Но именно в правление короля Якова (1604-1625) пуританское движение и получило большой импульс.